# Autostrada A6 (Rumänien)
Die Autostrada A6 (rumänisch für ,Autobahn A6‘) ist eine geplante Autobahn in Rumänien mit einer Gesamtlänge von ungefähr 250 km. Sie soll als Verbindung der Hauptstadt Bukarest mit der Region Banat und dem südlichen Teil des Landes dienen. Die Autobahn soll entlang der Städte Craiova, Calafat, Drobeta Turnu Severin, Lugoj folgen und sich  in der Nähe von Balinț mit der Autostrada A1 kreuzen.
Bereits 11,4 km sind seit Dezember 2013 in Betrieb. Dieser Abschnitt war ein Teil der Fertigungsauftrages für den ersten Abschnitt der Autobahn A1 zwischen Sektor Lugoj und Deva. In der Nähe von Craiova ist eine Verbindung mit der zukünftigen Schnellstraße Pitești–Craiova (DEx12) geplant.